# Ransel
Een ransel is een vierkante soldatenrugzak of reis- of schooltas waarin spullen meegenomen kunnen worden. De ransel wordt over de schouders op de rug gedragen, zoals nog gebruikelijk bij niet-gemotoriseerde postbodes.
Het woord stamt van het Hoogduitse Ränzel en kwam reeds in de 18e eeuw in het Nederlands voor.
In de christelijke iconografie is de ransel het attribuut van de pelgrim.